# ツインファミコン
ツインファミコン（twin famicom）は、1986年7月1日にシャープ株式会社が発売したファミリーコンピュータ互換機。
任天堂が発売したオリジナルのファミリーコンピュータ本体とディスクシステムの機能を兼ね備え、ロムカセットとディスクカードの両方のゲームをプレイすることができる。
当時の価格は32,000円で、これはファミリーコンピュータ（14,800円）とディスクシステム（15,000円）の合計金額よりも高額だった。

## ハードウェア
ロムカセット差し込みスロットのそばに切替スイッチがあり、「カセット」にするとロムカセットのゲームを、「ディスク」にするとカセットスロットの蓋がロックされディスクカードのゲームをプレイできる。なお、切替スイッチはツインファミコン本体の電源を一旦切ってから行わないと、本体の故障やセーブデータ消失のおそれがある。
任天堂のファミリーコンピュータは映像出力がRF出力のみであるのに対して、ツインファミコンはRFコンバータ拡張端子に加え、AV出力端子も備えている。AV出力は一般の接続端子（RCAピンジャック）を搭載しているため、AV仕様ファミリーコンピュータ・スーパーファミコン・NINTENDO 64などと異なり、専用ケーブルを必要とせず、市販品を使用できる。
ACアダプタはファミリーコンピュータともディスクシステムとも異なるDC7.6V 1.25Aの専用品 (UADP-0041CEZZ) を使用する。
ファミリーコンピュータの15ピン拡張コネクタにあたるエキスパンドコネクタはツインファミコンの拡張端子Aで、拡張端子BはRAMアダプタの通信用拡張ポートと同等の物である。底面にある拡張端子C・拡張端子Dは初めからケーブルで接続されており、使用しない。

### 前期型と後期型の違い
製造時期などによって前期型と後期型に分けられ、本体のデザイン変更、電源スイッチ部に電源ランプが追加されたほか、後期型ではコントローラに連射機能が搭載された。
本体色は前期型・後期型ともに赤と黒が存在する。ディスク使用時の起動画面においては、最初期の製品ではオリジナルのディスクシステムと同じBIOS（「Nintendo」表示）が用いられ、それ以降の製品は、それをベースに「FAMICOM」表示に書き替えただけの本機オリジナルBIOSが用いられている。
1988年以降に出荷された後期型には、同年に追加されたファミリーコンピュータのマークである「FF」マークが刻印されており、ノイズフィルターなどが追加されている。

## 仕様
※特筆しない機能仕様は、ファミリーコンピュータ/ファミリーコンピュータ・ディスクシステムに準じる
- 映像出力:AV出力
- 音声出力:AVモノラル
- 使用電源:専用ACアダプタ
- 電源定格:7W
- 本体重量:約1.5kg
- 本体寸:275mm(W)×255mm(D)×94.5mm(D)
- 拡張ポート
- A端子（ファミリーコンピュータ前面のエキスパンダ端子に相当）
- B端子（ディスクシステムのRAMアダプター端子に相当）
- C端子（ディスクシステムのRAMアダプター端子に相当するが18PINの別規格端子）
- D端子（ディスクシステムのRAMアダプター端子に相当するが12PINの別規格端子）（映像のD端子とは異なる）

## バリエーション
- 前期型赤
- 前期型黒

- AN-500B・R（前期型、定価3万2000円）
- AN-505B・R（後期型、価格変更なし）
- AN-58C（RFコンバータ、X1シリーズでも使用可能[1]）
- VO-U42S（ツインファミコン立体システム）